# 1913 en Espagne
Cet article présente les faits marquants de l'année 1913 en Espagne.

## Décès
- 26 juin : Enrique Atalaya, peintre espagnol et français (° 1er mai 1851).
- 7 septembre : José de Calasanz Félix Santiago Vives y Tutó, capucin et cardinal espagnol (° 23 février 1854).
- 4 octobre : Josep Tapiró i Baró, peintre espagnol (° 7 février 1836).
- 29 octobre : Darío de Regoyos, peintre espagnol (° 1er novembre 1857).